# 仲田育史
仲田 育史（なかだ なるひと、1975年5月29日 - 2022年12月18日）は、日本の俳優。沖縄県出身。劇団男魂（メンソウル）の劇団員として活動していた。

## 来歴・人物
2003年に旗揚げした劇団男魂（メンソウル）の創立メンバーとして、舞台公演に出演する傍ら、『フラガール』や『パンドラの果実〜科学犯罪捜査ファイル〜』など、映画・テレビドラマ・CMにも多数出演。
2022年12月17日夜、主演舞台『親父の記憶』公演中に倒れ、病院に緊急搬送されたが、18日午前0時29分、くも膜下出血のため死去。47歳没。
特技はバスケットボール、野球。

## 出演作品

### 映画
- 突入せよ! あさま山荘事件（2002年） - 警視庁第七機動隊 役
- フラガール（2006年） - 抗夫・鎌田 役
- さくらん（2007年） - 捕方頭・平治 役
- エイトレンジャー（2012年） - セレブ夫婦 役
- たいむすりっぷメガネ（2013年）
- カマトト（2014年） - 山口 役
- 心霊写真部 劇場版（2015年） - 刑事 役
- NORIN TEN〜稲塚権次郎物語（2015年）[3] - 所長 役
- 勝手にふるえてろ（2017年） - フレディ課長 役[4][5]
- 退屈なかもめたち（2022年） - 風間竜二 役[6]

### テレビドラマ
- 大河ドラマ / 徳川慶喜（1998年、NHK） - 小姓 役
- ボーダー 犯罪心理捜査ファイル 第1話（1999年、日本テレビ） - スカウトマン 役
- GO!GO!HEAVEN!（2005年、テレビ東京） - 悪魔 役
- 幻星神ジャスティライザー 第45話（2005年、テレビ東京） - 秋山隊長 役
- パニックコマーシャル（2019年、フジテレビ） - 上司 役
- しずかちゃんとパパ 第1話（2022年、NHK BSプレミアム） - ファミレスの客 役
- パンドラの果実〜科学犯罪捜査ファイル〜（2022年、日本テレビ） - 山中森生 役
- 暴太郎戦隊ドンブラザーズ 第35話（2022年、テレビ朝日） - 橘 役